# Agnez Mo (album)
Agnez Mo er det femte studiealbum af den indonesiske sangerinde Agnez Mo. Albummet blev udgivet den 1. juni 2013 af Entertainment Inc.

## Spor
| 1.    | "Hide and Seek"            | Agnez Mo                        | Tearce Kizzo | 03.48 |
| 2.    | "Walk"                     | H2OLife                         | Tearce Kizzo | 03.20 |
| 3.    | "Bad Girl"                 | Agnez Mo                        | Tearce Kizzo | 03.55 |
| 4.    | "Flying High"              | Agnez Mo                        | Tearce Kizzo | 02.53 |
| 5.    | "Got Me Figured Out"       | Justin Truggman, Agnez Mo       | Tearce Kizzo | 03.48 |
| 6.    | "Things Will Get Better"   | Agnez Mo, Corey Chorus          | Tearce Kizzo | 04.07 |
| 7.    | "Renegade"                 | Agnez Mo, H2OLife, Wizz Dumb    | Tearce Kizzo | 03.23 |
| 8.    | "Be Brave"                 | Timbaland, Wizz Dumb            | Tearce Kizzo | 03.49 |
| 9.    | "Let's Fall in Love Again" | Agnez Mo, Justin Truggman       | Tearce Kizzo | 03.17 |
| 10.   | "Shut 'Em Up"              | Agnez Mo, Tearce Kizzo, H2OLife | Tearce Kizzo | 02.55 |
| 35.25 |                            |                                 |              |       |